# مارك باتشيلور
مارك باتشيلور (بالإنجليزية: Marc Batchelor)‏ هو لاعب كرة قدم جنوب أفريقي، ولد في 4 يناير 1970، وتوفي في 15 يوليو 2019. لعب مع نادي كايزر تشيفز.